# Lamatar
Lamatar es un pueblo ubicado en el distrito de Lalitpur, Nepal.

## Superficie
Cuenta con una superficie de 11,1 kilómetros cuadrados.

## Demografía
Hasta 2015 la población era de 8519 habitantes, con una densidad de población de 770,2 habitantes por kilómetro cuadrado. Con una población masculina y femenina de 4212 (49,4%) y 4307 (50,6%) respectivamente.
| Gráfica de evolución demográfica de Lamatar entre 1975 y 2015 |
|                                                               |
| Datos según el Centro Común de Investigación.                 |